# Let Me Introduce My Friends
Let Me Introduce My Friends är den svenska indiepopgruppen I'm from Barcelonas första fullängdsalbum som släpptes 26 april 2006. 

## Låtlista
| Nr  | Titel                 | Längd |
| --- | --------------------- | ----- |
| 1.  | Oversleeping          | 2:18  |
| 2.  | Collections of stamps | 2:49  |
| 3.  | We're from Barcelona  | 3:01  |
| 4.  | Treehouse             | 5:01  |
| 5.  | Jenny                 | 2:26  |
| 6.  | Ola Kala              | 2:39  |
| 7.  | Chicken Pox           | 3:33  |
| 8.  | Rec & Play            | 2:55  |
| 9.  | This Boy              | 3:15  |
| 10. | Barcelona Loves You   | 2:44  |
| 10. | The Saddest Lullaby   | 7:08  |